# Национальный банк Кыргызской Республики
Национа́льный банк Кыргызской Респу́блики (кирг. Кыргыз Республикасынын Улуттук банкы) — особый правовой институт, являющийся центральным банком Кыргызской Республики и несущий главную ответственность за реализацию денежно-кредитной политики страны, а также эмиссию национальной валюты, сома.

## История

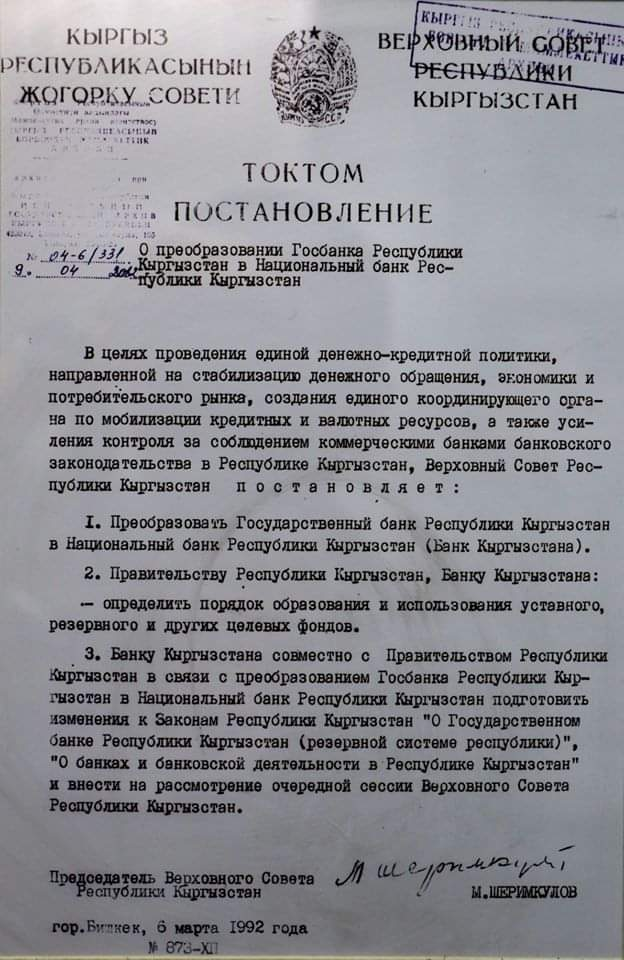
Верховным Советом Республики Киргизия 6 марта 1992 года подписано Постановление о преобразовании Кыргызгосбанка в Национальный банк Республики Кыргызстан

Национальный банк Кыргызской Республики был создан после обретения страной независимости в 1991 году из Центрального банка России, который сам являлся правопреемником Государственного банка СССР. Годом позже, 6 марта 1992 года Верховным Советом Республики Киргизия принято Постановление о преобразовании Госбанка Республики Киргизия в Национальный банк Кыргызской Республики. В первые годы своего существования Киргизская Республика и многие другие постсоветские республики в основном полагались на советский рубль. Нестабильность валюты и неспособность многих стран сотрудничать в вопросах денежно-кредитной и фискальной политики привели к тому, что Центральный банк России ввёл ограничения на поток кредитов и в конечном итоге вышел из валютного союза, который затем рухнул. 10 мая 1993 года Кыргызская Республика выпустила первую серию сомов, по курсу 200 советских рублей за 1 кыргызский сом, эти банкноты были известны как «банкноты переходного периода». В следующем году была выпущена вторая серия сомов, эти банкноты были известны как «банкноты периода стабилизации». Действия правительства и Центрального банка в форме либерализации цен, торгового законодательства, реформирования сельского хозяйства, приватизации активов и открытия рынка для внешней торговли, наконец, привели Кыргызскую Республику к преодолению массовой инфляции и безработицы, которые преследовали оба периода вплоть до 1996 года. Начиная с 1997 года, была выпущена третья серия сомов. В 2008 году первые две серии были изъяты из обращения, в то время как началась первая эмиссия монет, из-за необходимости упрощения небольших сделок. Начиная с 2009 года была выпущена четвёртая серия сомов. В 2018 году Национальный банк отметил 25 лет выпуска банкнот, утвердив в предыдущем году подчеркнутую букву С в качестве официального символа валюты «сом», а также выпустив свою первую памятную банкноту. Буква «С» с линией внизу была выбрана Национальным банком, чтобы показать, что национальная валюта стабильна.

## Статус
Статус, цели деятельности, функции и полномочия Национального банка определяются Конституцией Кыргызской Республики, Конституционным Законом Кыргызской Республики «О Национальном банке Кыргызской Республики», а также Законом Кыргызской Республики «О банках и банковской деятельности».
В соответствии со статьёй 14 указанного Закона:
- Национальный банк является банком Кыргызской Республики и находится в её собственности;
- Национальный банк является юридическим лицом с самостоятельной организационно-правовой формой — «Центральный банк Кыргызской Республики», осуществляющим свою деятельность в соответствии с настоящим Законом и не преследующим цели получения прибыли;
- местом нахождения Национального банка является город Бишкек. Национальный банк вправе создавать филиалы, представительства и назначать своих представителей в Кыргызской Республике и за её пределами;
- Национальный банк имеет печать с изображением Государственного герба Кыргызской Республики и со своим наименованием.
- государство не несёт ответственности по обязательствам банка, равно как банк не несёт ответственности по обязательствам государства;
- Национальный банк как юридическое лицо несёт ответственность по своим обязательствам всем принадлежащим ему имуществом;
- Национальный банк вправе обращаться в суд в защиту собственных, государственных и общественных интересов.

Национальный банк самостоятельно организует и осуществляет свою деятельность в пределах компетенции, установленной законодательством.
Вмешательство государственных органов в законную деятельность Национального банка не допускается. Государство гарантирует независимость Национального банка в осуществлении его полномочий. Принятие нормативных правовых актов Кыргызской Республики, противоречащих полномочиям Национального банка, запрещается.
Национальному банку запрещается осуществлять деятельность, выходящую за пределы его компетенции, предусмотренной Законом «О Национальном банке Кыргызской Республики, банках и банковской деятельности».
Кандидатура для избрания на должность председателя Национального банка вносится президентом Кыргызской Республики в Жогорку Кенеш, который избирает председателя банка сроком на семь лет. Заместители председателя и члены правления Национального банка назначаются президентом Кыргызской Республики по представлению председателя Национального банка. Председатель Национального банка освобождается от должности Жогорку Кенешем, заместители председателя и члены правления — президентом Кыргызской Республики.
Национальный банк и Кабинет министров Кыргызской Республики взаимодействуют в пределах своей компетенции, своевременно информируют друг друга по вопросам экономической и денежно-кредитной политики и проводят регулярные взаимные консультации. Национальный банк учитывает экономическую политику, проводимую Кабинетом Министров, способствует её реализации, если это не противоречит основным целям, задачам и полномочиям Национального банка. Кабинет Министров не несёт ответственность по обязательствам Национального банка, равно как и Национальный банк не несет ответственность по обязательствам Кабинета Министров. Национальному банку запрещается предоставлять кредиты и гарантии Кабинету Министров, в том числе для финансирования дефицита республиканского бюджета, в любой форме и на любые цели, предоставлять государственным органам, любым физическим и юридическим лицам кредиты или иную финансовую либо материальную помощь, за исключением кредитов, предоставляемых банкам, международным организациям, создаваемым Кыргызской Республикой совместно с другими государствами в рамках Евразийского экономического союза (ЕАЭС). Национальный банк выступает в качестве финансового агента Кабинета министров Кыргызской Республики, включая обслуживание внешнего долга Кыргызской Республики, на согласованных условиях, консультирует президента Кыргызской Республики, Жогорку Кенеш, Кабинет министров по вопросам своей компетенции, а также осуществляет банковские операции по обслуживанию счетов Кабинета министров в соответствии с законодательством.
Национальному банку принадлежит исключительное право выпуска в обращение и изъятия из обращения денежных знаков национальной валюты. Банкноты и монеты являются безусловными обязательствами Национального банка и обеспечиваются всеми его активами. Национальный банк устанавливает официальный курс сома по отношению к денежным единицам других государств.

## Цели, задачи и функции
Статус, задачи, функции, полномочия и принципы организации и деятельности Национального банка законодательно определены Конституцией Кыргызской Республики и Конституционным Законом Кыргызской Республики «О Национальном банке Кыргызской Республики» от 30 июня 2022 года.
Главной целью деятельности Национального банка является достижение и поддержание стабильности цен, посредством проведения соответствующей денежно-кредитной политики.
Основной задачей, способствующей достижению цели деятельности банка, является поддержание покупательской способности национальной валюты, обеспечение безопасности и надежности банковской и платежной систем республики.
Для выполнения поставленных задач Национальный банк самостоятельно организует и осуществляет свою деятельность независимо от органов государственной власти и управления.
Национальный банк Кыргызской Республики выполняет следующие основные функции:
1. разрабатывает, определяет и проводит денежно-кредитную политику в Кыргызской Республике;
2. осуществляет регулирование и надзор за деятельностью банков и финансово-кредитных учреждений, лицензируемых Национальным банком;
3. разрабатывает и осуществляет единую валютную политику;
4. обладает исключительным правом проведения эмиссии денежных знаков;
5. способствует эффективному функционированию платёжной системы;
6. устанавливает правила проведения банковских операций, бухгалтерского учёта и отчётности для банковской системы.

## Правление
Правление Национального банка состоит из семи членов. В состав Правления Национального банка входят председатель Национального банка, три его заместителя и три члена Правления.
Правление является коллегиальным органом. Члены Правления назначаются президентом Кыргызской Республики по представлению председателя Национального банка сроком на семь лет.
| Председатель             | Мелис Тургунбаев      |
| Заместитель председателя | Азат Козубеков        |
| Заместитель председателя | Мелс Аттокуров        |
| Заместитель председателя | Бектур Алиев          |
| Член Правления           | Жылдыз Сулайманбекова |
| Член Правления           | Улан Жамалидинов      |
| Член Правления           | Канат Темиров         |

## Организационная структура
Согласно Конституционному Закону Кыргызской Республики «О Национальном банке Кыргызской Республики», целью деятельности банка является достижение и поддержание стабильности цен, посредством проведения соответствующей денежно-кредитной политики. Исходя из цели деятельности Банка Кыргызстана определены его основные задачи и функции. Реализация функций и ответственность распределены между структурными подразделениями Национального банка, которые в совокупности представляют собой его организационную структуру.
Организационная структура Национального банка строится на двух основных принципах:
— принципе обоснованности функциональной структуры;
— принципе непрерывного развития и совершенствования.
Принцип обоснованности заключается в том, что все обособленные структурные подразделения и звенья должны нести в себе функциональную нагрузку, непосредственно связанную с той или иной функцией Национального банка и способствовать достижению его целей.
Принцип непрерывного развития и совершенствования говорит о том, что сегодняшняя структура Национального банка не является статичной, она меняется и будет меняться в зависимости от изменения основных задач, приоритетов развития, экономических преобразований и реформ, происходящих в государстве.
Исходя из настоящих условий и требований экономики, в Национальном банке сформирована следующая организационная структура:
| Отделения банка | Подразделения банка |
| - Экономическое управление - Управление денежно-кредитных операций - Управление финансовой статистики и обзора - Управление банковского надзора 1 - Управление банковского надзора 2 - Управление методологии надзора и лицензирования банков - Управление надзора за небанковскими финансово-кредитными организациями - Управление денежной наличности - Управление платежных систем - Управление бухгалтерского учета и отчетности - Управление банковских расчетов - Отдел сервис-бюро СВИФТ - Отдел по защите прав потребителей - Отдел анализа системных рисков | - Юридическое управление - Управление безопасности и информационной защиты - Управление административно-хозяйственного обеспечения - Управление по автоматизации деятельности банка - Служба внутреннего аудита - Отдел финансов и мониторинга - Отдел по работе с персоналом - Отдел по контролю финансовых рисков - Отдел по связям с общественностью - Отдел международного сотрудничества - Отдел развития государственного языка и документооборота - Отдел строительства и ремонта - Группа организации закупок - Учебно-оздоровительный центр (пансионат «Толкун») - Областные управления и представительство Национального банка |

## Логотип банка
25 ноября 2015 года решением правления Национального банка был утверждён логотип банка. Логотип зарегистрирован в Государственной службе интеллектуальной собственности и инноваций при Кабинете министров Кыргызской Республики (Кыргызпатент) в качестве товарного знака Национального банка.
Дизайн логотипа выполнен в форме ромба и надписи заглавными буквами — «КЫРГЫЗ БАНКЫ». Цветовая гамма логотипа состоит из золотистого и серого цвета, сочетание которых символизирует устойчивость, надёжность и постоянный рост.
Разработчик дизайна логотипа Национального банка — дизайн-студия «Новый Формат».